# Margaret Rey
Margret Elizabeth Rey, (født Margarete Elisabeth Waldstein 16. maj 1906 i Tyskland – 21. december 1996) var en tysk børnebogforfatter. Sammen med sin mand H. A. Rey, som hun giftede sig med i 1935 skabte hun flere billedbøger for børn. De blev særlig kendt for serien om abekatten Peter Pedal (Curious George), som første gang blev udgivet i USA i 1941.